# Söngvakeppnin 2020
La quindicesima edizione del Söngvakeppnin è stata organizzata dall'emittente radiotelevisiva islandese RÚV per selezionare il rappresentante nazionale all'Eurovision Song Contest 2020 a Rotterdam.
I vincitori sono stati Daði & Gagnamagnið con Think About Things.

## Organizzazione

### Format
La competizione è stata annunciata da RÚV il 13 settembre 2019, insieme al format e alle date delle semifinali e della finale. Come nell'edizione precedente, dieci partecipanti saranno suddivisi in due semifinali, trasmesse dal vivo rispettivamente l'8 e il 15 febbraio 2020, e giuria e televoto selezioneranno due finalisti per serata; un quinto finalista fra quelli non qualificati sarà selezionato internamente. Nella finale del 29 febbraio il vincitore verrà decretato da un mix di voto della giuria e televoto. Se nelle semifinali tutti i partecipanti dovranno proporre il loro pezzo in lingua islandese, nella finale potranno cantarlo nella lingua con cui lo intendono presentare all'Eurovision.

### Giuria
La giuria internazionale per il Söngvakeppnin 2020 è stata composta da:
- Albania - Kleart Duraj
- Danimarca - Christina Schilling
- Grecia - Eirini Giannara
- Islanda - Klemens Nikulásson Hannigan (Rappresentante dell'Islanda all'Eurovision Song Contest 2019, come parte degli Hatari)
- Islanda - Regína Ósk Óskarsdóttir (Rappresentante dell'Islanda all'Eurovision Song Contest 2008, come parte degli Euroband)
- Islanda - Unnstein Manuel
- Lituania - Audrius Girzads
- Norvegia - Alexandra Rotan (Rappresentante del Norvegia all'Eurovision Song Contest 2019, come parte dei Keiino)
- Spagna - Ana M. Bordas
- Svezia - Edward af Sillén

## Partecipanti
RÚV ha aperto la possibilità a tutti gli artisti interessati di inviare canzoni per il festival dal 13 settembre al 17 ottobre 2019. I dieci partecipanti, selezionati da una giuria di sette persone fra le 157 proposte, sono stati rivelati il 18 gennaio 2020; le loro canzoni sono state rese disponibili da subito sui servizi di streaming.
| Artista            | Titolo             | Titolo             | Compositori                                                                        |
| Artista            | Versione islandese | Versione inglese   | Compositori                                                                        |
| ------------------ | ------------------ | ------------------ | ---------------------------------------------------------------------------------- |
| Brynja Mary        | Augun þín          | In Your Eyes       | Brynja Mary Sverrisdóttir, Lasse Qvist, Kristján Hreinsson                         |
| Daði & Gagnamagnið | Gagnamagnið        | Think About Things | Daði Freyr Pétursson                                                               |
| Dimma              | Almyrkvi           | –                  | Stefán Jakobsson, Ingó Geirdal, Silli Geirdal, Egill Örn Rafnsson                  |
| Elísabet           | Elta þig           | Haunting           | Elísabet Ormslev, Zoe Ruth Erwin, Daði Freyr Pétursson                             |
| Hildur Vala        | Fellibylur         | –                  | Hildur Vala Einarsdóttir, Jón Ólafsson, Bragi Valdimar Skúlason                    |
| Ísold & Helga      | Klukkan tifar      | Meet Me Halfway    | Birgir Steinn Stefánsson, Ragnar Már Jónsson, Stefán Hilmarsson                    |
| Iva                | Oculis videre      | Oculis videre      | Iva Marín Adrichem, Richard Cameron                                                |
| Kid Isak           | Ævintýri           | –                  | Þormóður Eiríksson, Kristinn Óli Haraldsson, Jóhannes Damian Patreksson            |
| Matti Matt         | Dreyma             | –                  | Birgir Steinn Stefánsson, Ragnar Már Jónsson, Matthías Matthíason                  |
| Nína               | Ekkó               | Echo               | Þórhallur Halldórsson, Sanna Martinez, Einar Bárðarson, Christoph Baer, Donal Ryan |

## Semifinali

### Prima semifinale
La prima semifinale si è svolta l'8 febbraio 2020 presso il Háskólabíó Hall. Ísold & Helga e i Dimma si sono qualificati per la finale attraverso il televoto.
| # | Artista       | Titolo        | Televoto | Posizione |
| - | ------------- | ------------- | -------- | --------- |
| 1 | Kid Isak      | Ævintýri      | 3 651    | 3         |
| 2 | Elísabet      | Elta þig      | 1 989    | 5         |
| 3 | Brynja Mary   | Augun þín     | 3 374    | 4         |
| 4 | Ísold & Helga | Klukkan tifar | 6 654    | 2         |
| 5 | Dimma         | Almyrkvi      | 14 984   | 1         |

### Seconda semifinale
La seconda semifinale si è svolta il 15 febbraio 2020 presso il Háskólabíó Hall. Daði & Gagnamagnið ed Iva si sono qualificati per la finale attraverso il televoto; Nína è stata scelta internamente da una giuria come quinta finalista. 
| # | Artista            | Titolo        | Televoto | Posizione |
| - | ------------------ | ------------- | -------- | --------- |
| 1 | Daði & Gagnamagnið | Gagnamagnið   | 11 218   | 1         |
| 2 | Hildur Vala        | Fellibylur    | 1 336    | 5         |
| 3 | Iva                | Oculis videre | 10 924   | 2         |
| 4 | Nína               | Ekkó          | 5 905    | 3         |
| 5 | Matti Matt         | Dreyma        | 5 634    | 4         |

## Finale
La finale si è svolta il 29 febbraio 2020 presso il Laugardalshöll.
A differenza delle semifinali dove i partecipanti hanno l'obbligo di esibirsi in islandese, nella finale ogni artista ha la possibilità di scegliere la versione con cui hanno intenzione di partecipare all'Eurovision Song Contest.
Daði & Gagnamagnið e i Dimma sono risultati i più votati nel primo round di voto della giuria e televoto; nel duello finale, dove ha votato solo il pubblico, i primi sono risultati vincitori con un netto margine.
| # | Artista            | Titolo             | Giuria | Televoto | Totale | Posizione |
| - | ------------------ | ------------------ | ------ | -------- | ------ | --------- |
| 1 | Ísold & Helga      | Meet Me Halfway    | 17 170 | 5 568    | 22 738 | 4         |
| 2 | Daði & Gagnamagnið | Think About Things | 24 289 | 36 035   | 60 324 | 1         |
| 3 | Nína               | Echo               | 15 286 | 6 515    | 21 801 | 5         |
| 4 | Iva                | Oculis videre      | 18 426 | 19 072   | 37 498 | 3         |
| 5 | Dimma              | Almyrkvi           | 14 867 | 22 848   | 37 715 | 2         |

### Superfinale
| # | Artista            | Titolo             | Punteggio   | Punteggio     | Punteggio | Posizione |
| # | Artista            | Titolo             | Primo Round | Secondo Round | Totale    | Posizione |
| - | ------------------ | ------------------ | ----------- | ------------- | --------- | --------- |
| 1 | Daði & Gagnamagnið | Think About Things | 60 324      | 58 319        | 118 643   | 1         |
| 2 | Dimma              | Almyrkvi           | 37 715      | 42 468        | 80 183    | 2         |